# Tursiops erebennus
Tursiops erebennus is een zoogdier uit de familie van de dolfijnen (Delphinidae). De wetenschappelijke naam van de soort werd voor het eerst geldig gepubliceerd door Edward Drinker Cope in 1865.

## Voorkomen
De soort komt voor langs de oostkust van de Verenigde Staten, van New York tot Florida.